# Galeria Karstadt Kaufhof

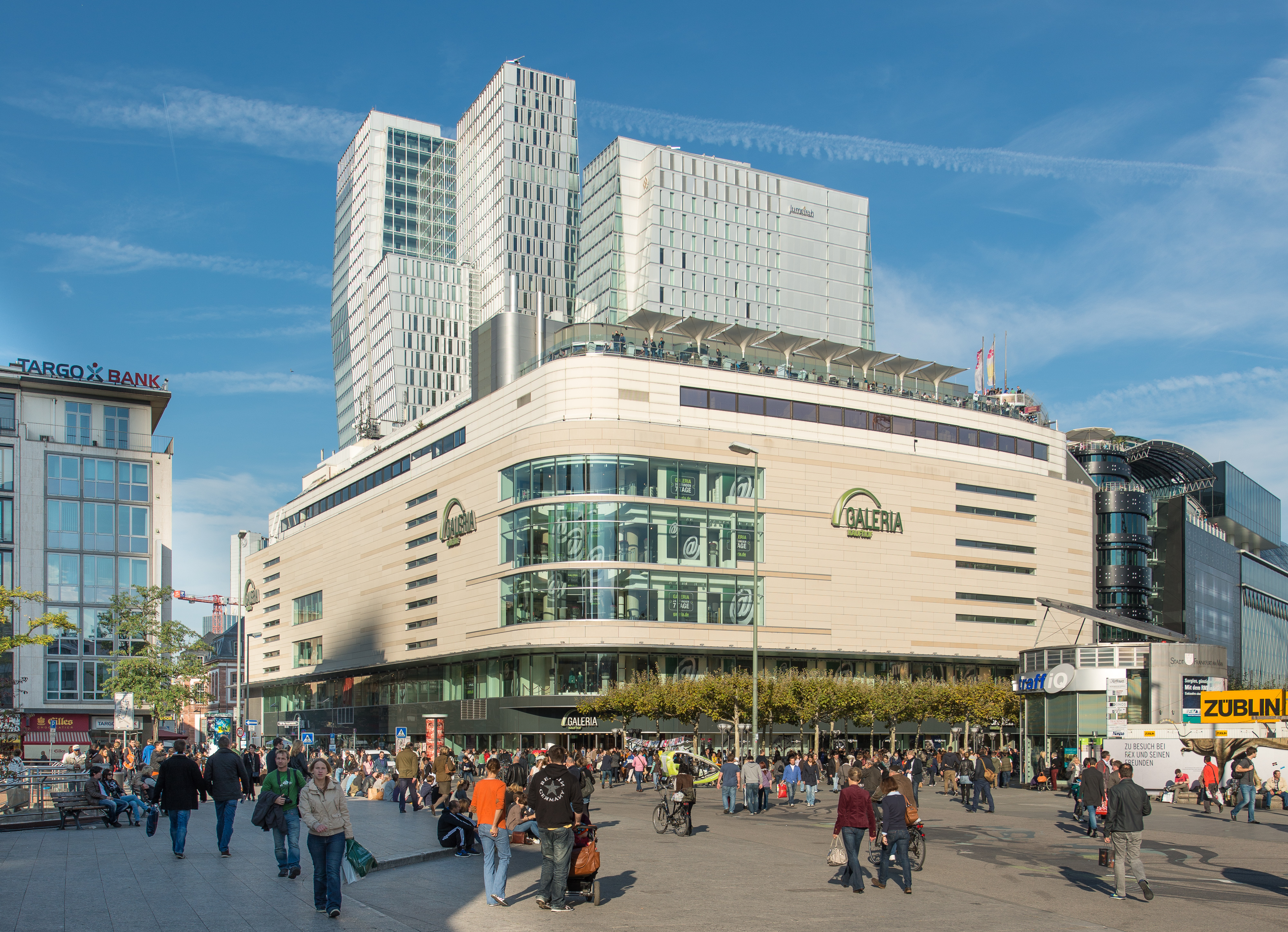
Frankfurt am Main

Galeria Karstadt Kaufhof est une entreprise allemande de distribution issue de la fusion en 2018 de Galeria Kaufhof et de Karstadt, le deux principales entreprises de Grand magasin d'Allemagne.

## Histoire
En 2018, Galeria Kaufhof et de Karstadt annoncent la fusion de leurs activités. Hudson’s Bay propriétaire de Galeria Kaufhof gardant une participation de 51 % dans le nouvel ensemble,.
En juin 2020, en plein pandémie de Covid-19, Galeria Karstadt Kaufhof annonce la suppression de 6 000 emplois et de 62 de ses 172 magasins.
En novembre 2022, Galeria Karstadt Kaufhof annonce de nouvelles suppressions de postes et fermetures de magasins, avec la fermeture de près de deux tiers des 131 magasins que compte l'entreprise.
En mars 2023, l'enseigne annonce qu'elle va fermer 52 de ses magasins. Elle décide également de nommer Olivier van den Bossche directeur de l'entreprise. Ce dernier succède à Lovro Mandac.